# Odprto prvenstvo Anglije 2024
Odprto prvenstvo Anglije 2024 je teniški turnir za Grand Slam, ki je med 1. julijem in 14. julijem 2024 potekal v Londonu.

## Moški posamično
- Carlos Alcaraz :  Novak Đoković, 6–2, 6–2, 7–6(7–4)

## Ženske posamično
- Barbora Krejčíková :  Jasmine Paolini, 6–2, 2–6, 6–4

## Moške dvojice
- Harri Heliövaara /  Henry Patten :  Max Purcell /  Jordan Thompson, 6–7(7–9), 7–6(10–8), 7–6(11–9)

## Ženske dvojice
- Kateřina Siniaková /  Taylor Townsend :  Gabriela Dabrowski /  Erin Routliffe, 7–6(7–5), 7–6(7–1)

## Mešane dvojice
- Jan Zieliński /  Hsieh Su-wei :  Santiago González /  Giuliana Olmos, 6–4, 6–2